# Jesús Merino Landaluce
Jesús María Merino Landaluce (Tudela, Navarra, 7 de diciembre de 1967) es un exfutbolista español. Jugaba de defensa y su primer equipo fue el Tudelano, debutando posteriormente en Primera División con el Athletic Club. Durante seis temporadas jugó en el Racing de Santander, llegando a ser capitán y uno de sus jugadores más emblemáticos y queridos. Posteriormente fue miembro del cuerpo técnico del club cántabro, al que sigue muy apegado como aficionado. Fue también el secretario técnico de la Sociedad Deportiva Eibar

## Trayectoria
Merino debutó en las categorías inferiores del C.D. Tudelano. Allí permaneció hasta la temporada 1984-1985 pasando por todas las categorías de su equipo natal (incluidas Regional Preferente y Tercera División).
Fichó por el Athletic Club donde jugó dos años como juvenil, antes de pasar al Bilbao Athletic y debutar en primera el 23 de septiembre de 1990 contra el Sporting de Gijón.
Poco después Merino, llegó a Cantabria al Racing de Santander con este en Segunda División en la temporada 1992-1993 y con su participación se logró el objetivo del ascenso a primera.
Jugó 6 temporadas en Primera en las que se puede destacar la victoria ante el FC Barcelona (la manita del 5-0), fue el segundo defensa más goleador del equipo verdiblanco y quinto jugador con más partidos en Primera en la historia del Racing de Santander 189 en total.
Gran capitán del racinguismo durante varios años hasta que una lesión de rodilla provocó su prematura retirada. Tras colgar las botas en la temporada 1998-1999, Merino desempeñó diversas funciones dentro del club, formando parte de su equipo directivo, siendo secretario técnico hasta su destitución el 17 de junio de 2008.
Fue secretario técnico de la  Sociedad Deportiva Eibar.

## Clubes
| Club                | País   | Temporada   |
| ------------------- | ------ | ----------- |
| CD Tudelano         | España | 1984 - 1985 |
| Bilbao Athletic     | España | 1985 - 1992 |
| Athletic Club       | España | 1990 - 1992 |
| Racing de Santander | España | 1992 - 1999 |